# 原奈津美
原 奈津美（はら なつみ、1988年8月18日 - ）は、日本の元女子サッカー選手。元サッカー日本女子代表。現役時代のポジションはフォワード。

## 来歴
富士見FCエンジェルスに在籍していた16歳の時、2005年3月のオーストラリア遠征（オーストラリア代表との2連戦）でサッカー日本女子代表に選出された。この遠征の2試合目（3月29日）に途中出場で代表デビューした。その後は日本代表での出場は無く、代表での出場はこの1試合のみとなった。

## 代表歴
- 2005年3月29日 - A代表初出場 - オーストラリア戦

### 試合数
- 国際Aマッチ 1試合（2005）

| 日本代表 | 国際Aマッチ | 国際Aマッチ |
| 年       | 出場        | 得点        |
| -------- | ----------- | ----------- |
| 2005     | 1           | 0           |
| 通算     | 1           | 0           |

### 出場
| # | 開催日         | 開催地   | 会場 | 相手           | 結果 | 監督     | 大会         |
| - | -------------- | -------- | ---- | -------------- | ---- | -------- | ------------ |
| 1 | 2005年03月29日 | ミランダ |      | オーストラリア | ●1-2 | 大橋浩司 | 国際親善試合 |